# فتق حجابي
الفتق الحجابي أو فتق الفرجة الحجابية (بالإنجليزية: Hiatus hernia)‏ نوع من الفتوق تنزلق فيه أعضاء بطنية (المعدة عادة) من خلال الحجاب الحاجز إلى المَنْصِف. يمكن أن يؤدي ذلك إلى داء الارتجاع المعدي المريئي أو الارتجاع المريئي الحنجري (الارتجاع المريئي) مع ظهور أعراض مثل طعم حامض في الجزء الخلفي من الفم أو حرقة المعدة. تشمل الأعراض الأخرى المحتملة صعوبة في البلع وآلام في الصدر. أما المضاعفات فتشمل فقر الدم الناجم عن نقص الحديد، وانسداد الأمعاء.
عوامل الخطر الأكثر شيوعًا هي البدانة والتقدم في السن. وتشمل عوامل الخطر الأخرى الرضوض الخطيرة، والجنف، وبعض أنواع الجراحة. هناك نوعان رئيسيان للفتق الحجابي: الفتق الانزلاقي، وفيه يتحرك جسم المعدة للأعلى؛ والفتق المتدحرج، وفيه يتحرك عضو بطني بجانب المريء. يمكن تأكيد التشخيص بالتنظير الداخلي أو التصوير الطبي. يُطلب التنظير عادة عندما تكون الأعراض مقلقة، أو مقاومة للعلاج، أو حين يكون عمر المريض فوق الخمسين.
يمكن تحسين الأعراض الناجمة عن فتق الحجاب الحاجز من خلال إجراء تعديلات على أسلوب الحياة مثل رفع رأس السرير وإنقاص الوزن وتعديل عادات الطعام. تساعد الأدوية التي تقلل إفراز حمض المعدة مثل حاصرات مستقبلات الهيستامين من النمط الثاني أو مثبطات مضخة البروتون في تحسين الأعراض. إذا لم تتحسن الحالة بالأدوية، يمكن الاستعانة بجراحة تثنية القاع لنيسن بالتنظير. يتأثر بين 10% و80% من الناس في الولايات المتحدة بهذه الحالة.

## نسبة حدوثه
15% من الناس لديهم هذا النوع من الفتق، ويكون غير عرضي عادةً، ولكن قلة منهم من يكون عرضي.

## الأسباب
- السبب الأكثر شيوعاً هو فتحة بالحجاب الحاجز أكبر من الحجم الطبيعي .
- قصر المري .
- شذوذ تشريحي .
- ارتفاع الضغط داخل البطن (سعال، حمل، رفع أثقال، ولادة...الخ) .

## أنواعه

### الفتق الانزلاقي
(بالإنجليزية: Sliding Hernia)‏ وهو الأشيع ويشكل 99% من أنواع الفتوق الحجابية، يحدث فيه انسحاب الفؤاد لداخل جوف الصدر مع قسم من المعدة بسبب قصور وسائل التثبيت، وهذا الفتق ردود، أي أنه عند الوقوف وبتأثير الثقالة تهبط المعدة وتعود لموقعها الطبيعي أما عند الاستلقاء يصعد جزء من المعدة إلى جوف الصدر ويظهر الفتق من جديد.

### الفتق المتدحرج
ويسمى الفتق جانب المريء (بالإنجليزية: paraesophageal Hernia)‏ .
يعبر قسم من الحدبة الكبيرة للمعدة عبر الفوهة المريئية الحجابية إلى جوف الصدر بجانب المريء بينما يبقى الفؤاد في موقعه
وهو فتق ردود لكن من اختلاطاته اختناق الفتق، فيشعر المريض بألم صدري شديد خلف القص مع عسرة بلع شديدة وجهد قيء غير مجدي، ويجب معالجتها فوراً.

### الفتق المختلط
وهو عبارة عن خليط من النوعين السابقين .

## الأعراض والعلامات
معظم المرضى لاعرضين، ولكن في الفئة العرضية فيمكن أن نشاهد :
- حس حرقة بالصدر (حموضة بسبب الحمض المرتد من المعدة
- تجشؤات
- ألم صدري

وإذا حدث انقطاع للتروية الدموية عن هذا الجزء المنفتق (اختناق الفتق), فنشاهد أعراض أشد :
- ألم صدر حاد
- صعوبة في البلع
- نزف هضمي علوي

## التشخيص
- التنظير الهضمي.
- تصوير شعاعي مع لقمة باريتية.

## العلاج
تعالج الحالة حسب الأعراض السريرية:
- مضادات الحموضة الموضعية
- مضادات مستقبلات الهيستامين من النوع الثاني
- الجراحة في الحالات غير المحتملة وحالات اختناق الفتق

## نصائح
- الابتعاد عن الوجبات الكبيرة (التخمة), والاكتفاء بوجبات صغيرة متعددة .
- عدم الاستلقاء بعد الأكل مباشرةً .
- تخفيف الوزن .